# Lethrus medvedevi
Lethrus medvedevi là một loài bọ cánh cứng trong họ Geotrupidae. Loài này được Semenov & Gussakovsky miêu tả khoa học năm 1935.